# Wakerley
Wakerley es un pueblo y una parroquia civil del distrito de East Northamptonshire, en el condado de Northamptonshire (Inglaterra).

## Demografía
Según el censo de 2001, Wakerley tenía 71 habitantes (40 varones y 31 mujeres). 11 de ellos (15,49%) eran menores de 16 años, 55 (77,47%) tenían entre 16 y 74, y 5 (7,04%) eran mayores de 74. La media de edad era de 46,15 años. De los 60 habitantes de 16 o más años, 13 (21,66%) estaban solteros, 37 (61,66%) casados, y 10 (16,66%) divorciados o viudos. 35 habitantes eran económicamente activos, 32 de ellos (91,43%) empleados y 3 (8,57%) desempleados. Había 3 hogares sin ocupar y 29 con residentes.
| 194                         | 219 | 209 | 218 | 216 | 232 | - | - | 223 | 167 | 149 | 156 | 131 | 104 | - | 104 | 111 |
| (Fuente: Vision of Britain) |     |     |     |     |     |   |   |     |     |     |     |     |     |   |     |     |